# Desmiphora elegantula
Desmiphora elegantula là một loài bọ cánh cứng trong họ Cerambycidae.